# Megarhyssa bicolor
Megarhyssa bicolor là một loài tò vò trong họ Ichneumonidae.